# 福孔
福孔（法語：Faucon，法語發音：[fokɔ̃] ⓘ）是法国普罗旺斯-阿尔卑斯-蓝色海岸大区沃克吕兹省的一个市镇，属于卡庞特拉区。

## 地理
福孔（44°15'35"N, 5°8'47"E）面积8.65 平方千米，位于法国普罗旺斯-阿尔卑斯-蓝色海岸大区沃克吕兹省，该省份为法国东南部内陆省份，北起德龙省，西北接阿尔代什省，西接加尔省，南至罗讷河口省，东南角与瓦尔省接壤，东临上普罗旺斯阿尔卑斯省。
与福孔接壤的市镇（或旧市镇、城区）包括：梅兰多勒-莱索利维耶、乌韦兹河畔莫朗、昂特勒绍、皮梅拉、维耶努瓦地区圣罗曼。

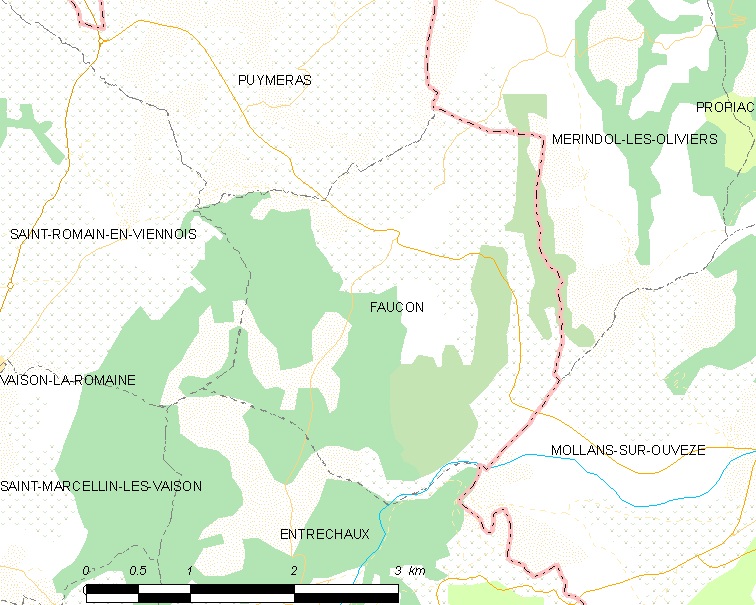
福孔的OSM定位图

福孔的时区为UTC+01:00、UTC+02:00（夏令时）。

## 行政
福孔的邮政编码为84110，INSEE市镇编码为84045。

## 政治
福孔所属的省级选区为韦松拉罗迈讷县。

## 人口

1962-2008年间福孔人口变化图示

福孔于2022年1月1日时的人口数量为454人。